# نائل حنون
نائل حنون عليوي العبودي من مواليد محافظة ميسان قضاء كميت جنوب العراق حيث ولد في 18 اذار من عام 1952عالم اثار حاصل على شهادة الدكتوراه في فلسفة اللغة الأكّدية وآدابها من جامعة تورنتو الكندية

## سيرته
تتلمذ على يد طه باقر حين اشرف على رسالته لنيل الماجستير في سبعينات القرن الماضي حاصل على شهادة بكالوريوس في الآثار القديمة من جامعة بغداد في العام 1972م، وشهادة ماجستير في الآثار القديمة من جامعة بغداد 1976م، وفي عام 1982م حصل على شهادة ماجستير آداب في اللغات المسمارية من جامعة تورنتو الكندية ودكتوراه فلسفة في اللغة الآكادية من جامعة تورنتو في كندا عام 1986م
درس الدكتور في جامعة تورونتو لفترة أمتدت لمدة ست سنوات درس النصوص الأكدية الآشورية مع البروفسور ألبرت كيرك غريسون أستاذ اللغة الأكدية، والنصوص البابليةا والنصوص السومرية مع الدكتور رونالد سويت، وكايلر يونغ في علم الآثار والتنقيب الأثري
في شهر أيلول من عام 2018 وبدعوة من سلطنة عمان سافر الدكتور نائل حنون لتأسيس متحف والعمل مديراً له في عام 2021، كان حنون ما زال مقيماً في مسقط

## الشهادات الدراسية والعلمية
- بكلوريوس جامعة بغداد كلية الآداب قسم الاثار 1971 -1972[7]
- ماجستير 1 جامعة بغداد كلية الآداب قسم الآثار 1975 -1976[8]
- ماجستير 2 جامعة تورنتو كندا قسم دراسات الشرق الأدنى 1982[9]
- دكتوراه فلسفة في اللغة الأكّدية وآدابها من قسم دراسات الشرق الأدنى - جامعة تورنتو في كندا 1989[10]
- ترقى إلى مرتبة بروفسور أو الأستاذية 1997/ 29 آذار[7][11]

## التنقيب الاثري في العراق وسوريا

### في العراق
قام نائل حنون بأعمال التنقيب الأثري في تلول السيب وحداد وبردان في منطقة حوض سد حمرين في محافظة ديالى وساهم في التنقيب الأثري في بابل (التل الشرقي)، ثم أدار أعمال التنقيب الأولى في تل الصدوم في محافظة الديوانية حيث كشف لأول مرة عن بقايا مدينة مرد. ومن مساهماته الأخرى التنقيب في تل يمنية على نهر الفرات في حوض سد حديثة في محافظة الانبار وايضا في مدينة النمرود موقع العاصمة الآشورية كَلخ في محافظة نينوى حيث اكتشف موضع الكنوز الآشورية واستخرج الكنز الأول

#### التنقيب في مدينة بابل
بدء الدكتور نائل العمل في موقع مدينة بابل خلال العــام 1978 م حيث اجرى مع الأستاذ عبد القادر حسن والدكتور صباح عبودعمليات البحث والاكتشاف في التل الشرقي من موقع مدينة بابل الأثرية، وهذا التل يقع على امتداد شارع الموكب إلى الشرق من السور الداخلـي في بابل حيث اكتشف جملة قبور من العصور المتأخرة، يعود تأريخها إلى العصور الهيلنستية في بلاد الرافدين (النصف الثاني من الألف الأول قبل الميلاد) في التل الشرقي الذي يمتد في خارج السور الداخلـي لبابل حيث توجد بوابة عشتار، وذلك على مسار شارع الموكب المؤدي إلى معبـد بیت أكيتو. وهذا المعبد كان الموضع المقدس لإقامة شعائر الاحتفال بـرأس السـنة حيث عثر فيها على ثلاث طبقات تعود لعصور مختلفة وهي الطبقة الأولى، في العهد الفرثي والطبقة الثانية فتعود إلى العهد السـلوقي في العراق وطبقة أخرى ثالث فقد تم العثور على مجموعة قبور مختلفة وهياكل عظمية وقد عثر الدكتور أيضا على كمية من الحلي الذهبية الـي شملـت خيوطاً وقرطاً طويلاً وخائماً كبير الحجم. وقد عرضت هذه المواد في متحف بابل بعد انتهاء التنقيب

#### التنقيب في مدينة نمرود العاصمـة الآشورية
لقد بدأ هذا الاكتشاف على يد الدكتور نائل في شهر نيسان من عـام 1988 م حين أمكن بنجاح تحديد موضع القبور الملكية المخصصة لأعضاء الأسـرة الملكيـة الآشورية في جناح المعيشة في قصر آشور ناصر بـال الثـاني (883-859ق.م) واكتشف القبر الأول وأنجزت عملية التنقيب فيه وذلك في العصر الأشوري الحديث ففي بداية عام 1988 م قررت دائرة الآثار والتراث العراقية تشكيل فريـق عمل لصيانة الأبنية الأثرية الشاخصة في نمرود، موقع العاصمـة الأشـورية كلـخ صدر الأمر الإداري ذي العدد 497، بإيفاد الدكتور إلى محافظة نينوى للإشراف ميدانياً على المشاريع الآثارية هناك ومـن ضمنها مشروع الصيانة الأثرية في نمرود، حيث كان مقرراً إجراء أعمـال الصيانـة الأثرية في قصر الملك آشور ناصر بال الثاني الذي أطلق عليه المنقبون اسم «القصــر الشمالي - الغربي». وهذا القصر يحتوي على عدد من القاعات والساحات والغرف التي كان الملك آشور ناصر بال الثاني ومن بعده ابنه شـلمنصر الثالث (858-824 ق.م) يديران شؤون الدولة منها. وفي الجهة الجنوبيـة مـن ساحة القصر الرئيسة حيث وجد غرف تؤدي إلى جناح المعيشة وحين بدأت أعمال الصيانة في أجزاء القصر الرئيسية لم يكن مخططاً القيـام بأي تنقيبات آثارية.. وكانت جدران معظم غرف ذلك الجناح وأرضياتها قد استظهرت سابقاً على يد المنقب البريطاني ماكس ملوان الذي عمـل لعدة سنوات في الموقع منذ عام 1949 م
فقد عثر الدكتور على قبور مختلفة احتوت على أثاث جنائزي فخم وجدت غرفة ممتلــة بقطـع مـن العاجيات التي كانت تُزين الأثاث على مجموعة من قطع العاج، ومن بينها القطعة التي اشتهرت باسم " مونـاليزا نمرود وتم العثور على قبور أحد الاسرة المالكة حيث استمرت عملية التنقيب فيه واستخراج القطع الأثرية أكثر من ثلاثة أسابيع وقد دلت المكتشفات من هذا القبر على أن الأثاث الجنائزي اشتمل على قطع أثـاث وحلي ثمينة وملابس فخمة احتوت على زينة وخرز ذهبية بلغ عددها مايقارب 28 خرزة باحجام مختلفة واقراط ذهبية واحجار كريمة وتابوت فخاري وتم العثور على بقايا هيكل عظمي بحالة سيئة مع حلـي كثيرة يـعـود إلى إحدى الأميرات من الأسرة المالكة الآشورية حيث انسحب الدكتور نائل حنون من اكمال التنقيب.

#### التنقيب في تل السيب
قام الدكتور نائل حنون بالتنقيب في تل السيب وتل حداد في عام 1978 م لغاية شهر كانون الثاني من عام 1981 م وقد أدت أعمال التنقيب إلى اكتشاف مدينة «ميتران» القديمة التي ورد ذكرها في نصوص من العصر البابلي القديم في تلي السيب وحداد، وكان موقعها يعد مجهولاً قبل ذلك.
وهو موقع مدينة ميتورناة القديمة في حوض حمرين بمنطقة ديالى حاليـاً في شـرق العراق، حيث يعود تأريخ هذه المجموعة إلى العصر البابلي القديم (أوائل الألف الثاني قبـل الميلاد) حيث كانت مدينة مينورناة (M -turnat) المدينة الرئيسة على نهر ديالي خلال العصر البابلي القديم يتكون موقع هذه المدينة من تلين متجاورين يحملان التسمينين المحليتـين تل السيب وتل حداد، وتحقق خلال تلك التنقيـات اكتشاف موقع مدينة ميتورناة الذي بقي مجهولاً لعشرات القرون حيث تم العثور فيه على بقايا بيوت السكنية من العصر البابلي القديم ومخازن حبوب وجرار كبـيرة وجدت ممتلئة بالحبوب وقد وجدت في هذه البيوت مجموعة كبيرة من القطع الأثرية ومجموعة من الرقم الطينية، أو كسـر الرقم، مدونة بنصوص مسمارية بابلية قديمة زاد عددها على الألف وايضا عثر على عـظـام لهياكل فقد تم اكتشاف أربعة وثلاثين قبراً في داخـل غـرف البيـوت وساحاتها وقد احتوت هذه القبور على عدد كبير من القطع الأثرية التي كونـت الأثاث الجنائزي الذي دفن مع الأموات من سكان المدينة ووصل عدد القطع الأثرية التي استخرجت من تلك القبور إلى أكثر من مئة وخمسين قطعة وقد وجد في إحدى القبور حلية ذهبية مع اواني من البرونز وبعض الاسلحة البرونزية وقطع فضية واشرطة ذهيبة وحلية واقداح فخارية
وفي تل حداد وجد معبد للأله ترجال، إلـه المـوت وحاكم العالم السفلي (عالم الأرواح). ويعود تأريخ بناء هـذا المعبـد إلى العصـر الآشوري الحديث، وعلى وجه التحديد إلى عهد آشور بانيبال (668-626 ق.م)

### التنقيب في سوريا
في سوريا ساهم في التنقيب في تل جنديرس في وادي نهر عفرين، شمال- غربي سوريا

#### تنقيبات تل جنديرس في حلب
يقع تل جنديرس شمال-غربي سورية يقوم التل الأثري في الطرف الجنوبي- الغربي من بلدة جنديرس الحالية في سهل العمق وتتبع لمنطقة عفرين في محافظة حلب وتبلغ مساحته نحو 14 هكتاراً نقب الدكتور نائل حنون مع الدكتور السوري عمار عبد الرحمن تعود طبقات هذا الموقع لفترات زمنية مختلفة ابرزها العصر البرونزي والعصر السلوقي والفترة البارثية- الرومانية الباكرة (القرن الأول قبل الميلاد) والعصر البيزنطي فقد تم اكتشاف معبد يعود للعصر البرونزي لقى فخارية كثيرة اشتملت على اواني ومقابر وتم العثور على بناء كبير تبين أنه على الأرجح حمام مفروش بلوحات فسيفسائية وعثر أيضا اختام اثرية كان ابرزها ختم أسطواني من حجر الستياتيت الأسود وقد قام الدكتور نائل بتعين موقع العاصمة الإقليمية القديمة «كينالوا» في تل جنديرس اثناء عمليات التنقيب والتحري حيث ذكر اسمها في ثلاثة نصوص لملوك آشوريين أولهم آشور- ناصر بال الثاني وقد عين الدكتور نائل في التل موقع العاصمة الإقليمية القديمة

## مؤلفاته
| #  | اسم الكتاب                                                                                             | السنة | دار النشر                              | ملاحظات |
| -- | --- | ----- | -------------------------------------- | --- |
| 1  | عقائد ما بعد الموت في حضارة بلاد وادي الرافدين القديمة                                                 | 1978  | دار السلام - بغداد                     | الطبعة الأولى |
| 2  | عقائد ما بعد الموت في حضارة بلاد وادي الرافدين القديمة                                                 | 1986  | دار الشؤون الثقافية                    | الطبعة الثانية |
| 3  | نظام التوثيق الآثاري                                                                                   | 1992  | مطابع دار الحكمة - بغداد               | |
| 4  | المعجم المسماري، معجم اللغات الاكدية والسومرية والعربية                                                | 2001  | بيت الحكمة - بغداد                     | |
| 5  | عقائد الحياة والخصب في الحضارة العراقية القديمة                                                        | 2002  | المؤسسة العربية للدراسات والنشر- بيروت | |
| 6  | شريعة حمورابي، ترجمة النص المسماري مع الشروحات اللغوية                                                 | 2003  | بيت الحكمة - بغداد                     | الجزء الأول |
| 7  | شريعة حمورابي، ترجمةالنص المسماري مع الشروحات اللغوية والتأريخية.                                      | 2005  | مطبعة دار المجد - دمشق                 | من خمسة أجزاء |
| 8  | الحياة والموت في حضارة بلاد الرافدين القديمة، بحث في المعتقدات الدينية والأساطير القديمة               | 2005  | دار الخريف- دمشق                       | |
| 9  | ملحمة جلجامش، ترجمة النص المسماري مع قصة موت جلجامش والتحليل اللغوي للنص الأكدي                        | 2006  | دار الخريف- دمشق                       | صنف في معرض العراق الدولي للكتاب عام 2020 من الكتب الأكثر مبيعا على قوائم دور النشر العراقية حيث دخل المنافسة بتحقيقه نسب بيع كبيرة، وهو كتاب لترجمة النص المسماري مع قصة موت جلجامش والتحليل اللغوي للنص الاكدي. |
| 10 | المدافن والمعابد في حضارة بلاد الرافدين القديمة، دراسة عن الشعائر والعمارة في النصوص المسمارية والآثار | 2006  | دار الخريف- دمشق                       | الجزء الأول: المدافن وشعائرها |
| 11 | المدافن والمعابد في حضارة بلاد الرافدين القديمة، دراسة عن الشعائر والعمارة في النصوص المسمارية والآثار | 2006  | دار الخريف- دمشق                       | الجزء الثاني: المعابد وزقوراتها |
| 12 | حينما في العلى: قصة الخليقة البابلية، الترجمة الكاملة للنص المسماري للأسطورة                           | 2006  | دار الزمان –دمشق                       | |
| 13 | حقيقة السومريين، ودراسات أخرى في علم الآثار والنصوص المسمارية                                          | 2007  | دار الزمان - دمشق                      | |
| 14 | مدن قديمة ومواقع أثرية، دراسة عن الجغرافية التاريخية للعراق الشمالي خلال العصور الآشورية               | 2009  | دار الزمان -دمشق                       | |
| 15 | دراسات في علم الآثار واللغات القديمة                                                                   | 2010  | هيئة الموسوعة العربية- دمشق            | الجزء الأول |
| 16 | دراسات في علم الآثار واللغات القديمة                                                                   | 2010  | هيئة الموسوعة العربية- دمشق            | الجزء الثاني |
| 17 | نصوص مسمارية تاريخية وأدبية                                                                            | 2015  | بيروت،                                 | |

## الجوائز العلمية والتقديرات
- وسام المؤرخ العربي من اتحاد المؤرخين العرب 2014[38]